# 冨田千愛
冨田 千愛（とみた ちあき、1993年10月18日 - ）は、日本のローイング選手（ボート選手）。鳥取県米子市出身。米子東高校、明治大学政治経済学部卒業、明治大学大学院政治学研究科博士前期課程（修士課程）修了。現在は東京大学大学院教育研究科・身体教育学コース野崎研究室の特任研究員、東京大学RSL所属。

## 経歴
中学までは器械体操、バスケットボールなどに親しみ、米子東高校入学と同時にボート競技を始める。競技歴約1年で2010年全日本ジュニアボート選手権に出場。高校では2年時の沖縄インターハイ4位が最高記録だった。明治大学政治経済学部に進学し、端艇部（ボート部）に入部。1年時にインカレ（ダブルスカル）優勝。大学2年で東京国体のシングルスカルで優勝し、大学3年で日本代表メンバーに選出される。
その後は日本の軽量級トップ選手として活躍。2014年アジアカップ（軽量級ダブルスカル）で国際大会初優勝、2015年ユニバーシアード（軽量級ダブルスカル）優勝。U23世界選手権（軽量級シングルスカル）準優勝など、国際大会で優勝を争うまでに成長。
2016年、大石綾美選手と組んだ「アジア・オセアニア大陸予選」の軽量級ダブルスカルで1位となり、リオオリンピック出場枠を獲得。リオオリンピックは12位。
2019年世界選手権（軽量級シングルスカル）では予選タイムを1位通過し、決勝では世界選手権で日本女子勢初のメダルとなる銀メダルを獲得する。

2021年に引き続き大石選手と組んで東京オリンピック出場権を獲得し、2大会連続出場を達成。東京オリンピックは10位。
2022年世界選手権（軽量級ダブルスカル）では木野田沙帆子選手と組んで、総合18位。

## エピソード
- 明治大学では4年時に端艇部主将[9]。

- 明治大学大学院での研究テーマは「スポーツと思想善導」。東京大学大学院教育学研究科では「多自由度身体運動の制御・学習過程の解明」に関する研究を行っている。今後はイップスに関する研究を深める[2]とともに、ボート競技力向上を目指したバイオメカニクス的研究にも着手する予定[10]。研究と両立しながらパリオリンピックを目指す。

## 成績

### 2012年
- 全日本大学選手権大会優勝（ダブルスカル）
- 岐阜国体2位（ダブルスカル）

### 2013年
- 全日本大学選手権大会2位（舵手付クオドルプル）
- 東京国体優勝（シングルスカル）

### 2014年
- アジアカップ優勝（軽量級ダブルスカル）
- U23世界選手権10位（軽量級ダブルスカル）
- 全日本大学選手権大会優勝（シングルスカル、女子エイト）
- 長崎国体2位（シングルスカル）

### 2015年
- ユニバーシアード優勝（軽量級ダブルスカル）
- U23世界選手権2位（軽量級シングルスカル）
- 全日本大学選手権大会優勝（女子エイト）
- 世界選手権17位（軽量級ダブルスカル）

### 2016年
- アジア・オセアニア大陸予選優勝（軽量級ダブルスカル）
- リオオリンピック12位（軽量級ダブルスカル）

### 2019年
- 世界選手権2位（軽量級シングルスカル）

### 2021年
- アジア・オセアニア大陸予選優勝（軽量級ダブルスカル）
- 東京オリンピック10位（軽量級ダブルスカル）

### 2022年
- 世界選手権18位（軽量級ダブルスカル）

### 2023年
- 公益社団法人日本ローイング協会 ポテンシャルアスリート認定(PA 認定)選手[11]
- 全日本ローイング選手権大会優勝（女子シングルスカル）、準優勝（女子エイト）